# Epêntese
Epêntese (do grego epi- "em adição" + en "dentro" + thesis "colocação")  ou é um dos metaplasmos por adição de fonemas a que as palavras podem estar sujeitas à medida que uma língua evolui. Neste caso, há acréscimo de um ou mais fonemas ao interior do vocábulo.
Um tipo especial de epêntese é a anaptixe (ou suarabácti), que ocorre quando a adição de fonemas desfaz um grupo de consoantes. Um exemplo seria blatta, que evoluiu para barata (a letra a foi adicionada intercalando as letras b e l).

## Exemplos

### No português
Exemplos de epêntese especial: ditongação.
area (português arcaico) > areia (português moderno)
avea (português arcaico) > aveia (português moderno)
moĩo (português arcaico) > moinho (português moderno)
ũa (português arcaico) > uma (português moderno)
vĩo (português arcaico) > vinho (português moderno)